# Planchonella endlicheri
Planchonella endlicheri är en tvåhjärtbladig växtart som först beskrevs av Xavier Montrouzier, och fick sitt nu gällande namn av André Guillaumin. Planchonella endlicheri ingår i släktet Planchonella och familjen Sapotaceae. Inga underarter finns listade i Catalogue of Life.